# Marty van de Tillaar
Martinus (Marty) van de Tillaar (Eindhoven, 6 april 1951) is een voetbalcoach en voormalig Nederlands voetballer. Hij stond onder contract bij onder andere PSV en FC VVV.

## Spelerscarrière
Van de Tillaar begon als 8-jarige bij PSV, doorliep er de gehele jeugdopleiding en maakte vanaf 1968 deel uit van de selectie. De voormalig jeugdinternational had echter geen perspectief op een plaats in het eerste elftal en verkaste in 1973 naar FC VVV waar hij op 12 augustus 1973 zijn competitiedebuut maakte in een met 2-0 verloren uitwedstrijd bij SC Amersfoort. Hij speelde er aanvankelijk als linksback, doch raakte zijn basisplaats kwijt aan Gerrit Kramer en Ger van Rosmalen die de voorkeur kregen van trainer Rob Baan.
Na het plotselinge vertrek van Huub Schuurs halverwege het seizoen 1975-1976 kreeg Van de Tillaar toch weer meer speelminuten, nu als centrale verdediger. De Eindhovenaar speelde in de nacompetitie van 1976 alle wedstrijden mee en scoorde in de thuiswedstrijd tegen FC Wageningen op 30 mei 1976 (2-0) zijn eerste en enige doelpunt in een officiële wedstrijd voor FC VVV. In de beslissende uitwedstrijd bij Wageningen op 13 juni 1976 (1-2), waardoor de Venlose club naar de Eredivisie promoveerde, kwam hij in het veld als invaller voor Van Rosmalen.
In de Eredivisie maakte Baan nauwelijks meer gebruik van zijn diensten. Van de Tillaar speelde slechts een competitiewedstrijd en vertrok in 1977 naar België waar hij achtereenvolgens nog voor Overpelt Fabriek, KFC Turnhout en SV Mol uitkwam.

### Profstatistieken
| Seizoen         | Club            | Competitie      | Competitie | Competitie | Beker | Beker | Overige | Overige | Totaal | Totaal |
| Seizoen         | Club            | Competitie      | Wed.       | Dlp.       | Wed.  | Dlp.  | Wed.    | Dlp.    | Wed.   | Dlp.   |
| --------------- | --------------- | --------------- | ---------- | ---------- | ----- | ----- | ------- | ------- | ------ | ------ |
| 1968/69         | PSV             | Eredivisie      | 0          | 0          | 0     | 0     | —       | —       | 0      | 0      |
| 1969/70         | PSV             | Eredivisie      | 0          | 0          | 0     | 0     | 0       | 0       | 0      | 0      |
| 1970/71         | PSV             | Eredivisie      | 0          | 0          | 0     | 0     | 0       | 0       | 0      | 0      |
| 1971/72         | PSV             | Eredivisie      | 0          | 0          | 0     | 0     | 0       | 0       | 0      | 0      |
| 1972/73         | PSV             | Eredivisie      | 0          | 0          | 0     | 0     | —       | —       | 0      | 0      |
| 1973/74         | FC VVV          | Eerste divisie  | 34         | 0          | 2     | 0     | —       | —       | 36     | 0      |
| 1974/75         | FC VVV          | Eerste divisie  | 18         | 0          | 1     | 0     | —       | —       | 19     | 0      |
| 1975/76         | FC VVV          | Eerste divisie  | 15         | 0          | 2     | 0     | 6       | 1       | 23     | 1      |
| 1976/77         | FC VVV          | Eredivisie      | 1          | 0          | 0     | 0     | —       | —       | 1      | 0      |
| Carrière totaal | Carrière totaal | Carrière totaal | 68         | 0          | 5     | 0     | 6       | 1       | 79     | 1      |

## Trainercarrière
Na afloop van zijn spelersloopbaan is Van de Tillaar tot op heden werkzaam geweest in het amateurvoetbal. Hij is achtereenvolgens hoofdtrainer in geweest bij Best Vooruit, De Spechten, Nieuw Woensel, Spoordonkse Boys, ESV, Jong Brabant, Wilhelmina Boys, VV Acht, RKVV Tongelre, ZSV en Unitas '59.